# La Mer
La Mer, trois esquisses symphoniques pour orchestre è una composizione di Claude Debussy di carattere impressionista.
Iniziata nel 1903 a Bichain, in Borgogna, La Mer è stata terminata il 5 marzo 1905 durante il soggiorno di Debussy sulla costa inglese della Manica a Eastbourne. La prima è stata eseguita a Parigi il 15 ottobre 1905 dall'Orchestre Lamoureux sotto la direzione di Camille Chevillard. L'opera non ebbe una buona accoglienza, soprattutto a causa della pessima esecuzione, ma in breve tempo è diventata una delle opere per orchestra di Debussy più ammirate ed eseguite. 

## Struttura
Un'esecuzione tipica richiede circa 23-24 minuti. La Mer si articola in tre movimenti:
1. De l'aube à midi sur la mer (Dall'alba a mezzogiorno sul mare) - Très Lent (Si minore)
2. Jeux de vagues (Giochi di onde) - Allegro (Do diesis minore)
3. Dialogue du vent et de la mer (Dialogo del vento e del mare) - Animé et Tumultueux (Do diesis minore)

## Organico orchestrale
La Mer è un'opera strumentata per una grande orchestra sinfonica che richiede:
- due flauti, ottavino, due oboi, corno inglese, due clarinetti in La e Si bemolle, tre fagotti, controfagotto;
- quattro corni in Fa, tre trombe in Fa, due cornette in Do, tre tromboni, tuba;
- timpani, grancassa, piatti, triangolo, tam-tam, glockenspiel;
- due arpe e archi.

## Precedenti e fonti
L'immagine del mare, per il suo essere immenso, volubile e misterioso, da sempre ha stimolato la fantasia di compositori e artisti.
 
Alcune composizioni musicali, precedenti a La Mer, che hanno come soggetto il mare sono:
- La tempesta dall'opera 18, fantasia sinfonica di Čajkovskij (1873)
- La mer di Victorin de Joncières per soprano, coro e orchestra (1881)
- Morye, fantasia per orchestra di Alexander Glazunov (1889)
- La mer per orchestra di Paul Gilson (1892)

Le composizioni che hanno come soggetto il mare utilizzano modalità espressive simili: per esempio, per esprimere la fluidità del mare e il suo eterno movimento, nell'orchestra gli archi imitano la dinamicità del mare, ripetendo costantemente sezioni musicali ‘ondeggianti’. 
Nella partitura di Debussy non troviamo semplicemente la ripresa di idee musicali mutuate dalla tradizione sinfonica e orchestrale, ma piuttosto la riproposizione di esse con un altro significato: più che accostarsi alla sintassi già sperimentata, trasforma e muta il loro significato originale.
Alcuni studiosi hanno ipotizzato che Debussy abbia utilizzato come risorsa creativa alcune fonti pittoriche. Il critico Edward Lockspeiser, per esempio, ha posto l'accento sui parallelismi che ha individuato tra l'arte compositiva di Debussy e la tecnica pittorica di Turner.
L'autore, inoltre, nelle sue varie corrispondenze, menziona spesso il mare e il fascino che l'acqua esercita sulla sua creatività musicale e sulla sua sensibilità artistica.

## Gestazione dell'opera e prime esecuzioni
Il primo accenno alla volontà del compositore di scrivere l'opera si trova in una lettera all'editore Durand datata 12 settembre 1903:
«Voi mi direte che l'Oceano non bagna esattamente le colline borgognone...! [...] Ma ho innumerevoli ricordi; questo vale molto di più, a mio avviso, che una realtà il cui fascino pesi generalmente troppo sul vostro pensiero.».
Il fatto che Debussy sia in Borgogna, una regione della Francia centrale non bagnata dal mare, lontano dalla presenza effettiva dell'acqua, non deve affatto stupire, poiché la volontà dell'autore non è quella di tratteggiare una riproduzione realistica, bensì tratteggiare i suoi ricordi in musica, ripercorrendo l'immagine del mare attraverso la memoria. 
Nonostante l'esaltazione e l'interesse suscitato in Debussy dal pensiero di questa nuova opera, la partitura non sarà ultimata fino all'anno seguente. 
Nel gennaio del 1905 Debussy cambia il titolo del primo movimento e modifica profondamente il secondo brano. Consegnate le bozze, dopo una profonda revisione, si avviano infine le procedure di pubblicazione nell'agosto dello stesso anno. 
La prima esecuzione si tiene il 15 ottobre del 1905 a Parigi, per opera dell'Orchestra Lamoureux sotto la direzione di Camille Chevillard. 
Da Parigi, dove venne replicata, l'opera fece la sua prima apparizione alla Queen's Hall di Londra, a Boston, New York, Vienna, Berlino e a Torino nel 1911 in occasione di un'esposizione internazionale.

## Copertina
La Parigi dei primi anni del Novecento conosceva un'ammirazione profonda per l'arte orientale e per i suoi manufatti, in particolare quelli giapponesi. Lo stesso Debussy ne rimase profondamente estasiato: andava in cerca di stampe e oggetti giapponesi come gli altri artisti affascinati dal Giappone e dall'Oriente. 
La copertina della prima edizione a stampa di La Mer fu una stampa giapponese, La grande onda di Kanagawa di Katsushika Hokusai. 
Contrariamente a quanto si può pensare, Debussy non sceglie semplicemente di riprodurre fedelmente l'immagine, ma la rivisita, tendendo verso l'astrazione: elimina infatti le barche e di conseguenza l'elemento umano dalla stampa e dalla sua opera.
I colori dell'onda rappresentata nella stampa non sono naturali, nonostante alcuni segni essenziali identifichino chiaramente il soggetto. Le linee del disegno sono estremamente semplificate: obbligano e stimolano chi guarda la stampa a completare lo scenario tratteggiato mentalmente, con l'aiuto dell'immaginazione. 
A questa poetica dell'essenzialità di Hokusai si ricollega l'intenzione di Debussy: lasciare che il pubblico completi l'ascolto della sua opera individualmente, che ricostruisca cioè la sua musica con l'aiuto della memoria e dell'immaginazione, senza vincolare la fruizione della sua musica con schemi tradizionali o preconfezionati. Questa particolare scelta quindi non risponde solamente alla moda dilagante del giapponismo nella Parigi di quegli anni, ma è per Debussy una sorta di conferma alla sua poetica.
Debussy, che condivide pienamente il concetto di arte elitaria, preferisce far stampare all'editore Durand un numero esiguo di copie, consegnando solo a pochi eletti un prodotto di alta eleganza e rifinitura editoriale.

## La suggestione dell'acqua e la liquidità nella musica di Debussy
L'elemento marino da sempre ha stimolato la fantasia e la creatività degli artisti per il senso di immensità e mistero insondabile che comunica, per l'attrazione verso l'ignoto e l'inconoscibile, per i suoi confini sfumati e mutevoli. 
Con La Mer, Debussy non si propone un obiettivo descrittivo, piuttosto ricerca il mistero, dipinge la mutevolezza e l'incertezza, ma allo stesso tempo non è mai esplicito nel messaggio che trasmette, perché spinge l'ascoltatore ad usare la memoria e l'immaginazione. 
Per queste peculiarità, La Mer non appartiene alla musica a programma, ma neanche totalmente alla musica assoluta.
In una lettera all'amico André Messager del settembre 1903 si legge: «Lavoro a tre schizzi sinfonici [...]. Forse non sapete che avrei dovuto intraprendere la bella carriera del marinaio e che solo per caso ho cambiato strada. Ciononostante ho mantenuto una passione sincera per il mare.». È importante ricordare che il padre di Debussy era stato in marina in gioventù e che anche per il figlio si prospettava la possibilità di lavorare sulle navi; per questo motivo Debussy è sinceramente affascinato dal mare che attrae irresistibilmente la sua sensibilità e creatività artistica, e prova nei confronti di questo elemento naturale una nostalgica simpatia. 
I contatti che Debussy ebbe con il mare durante la sua vita furono numerosi e vari: per citarne alcuni, quando si trovava a Roma per aver vinto una borsa di studio del Conservatorio di Parigi,  era affascinato più che dai monumenti della città, dalle spiagge di Fiumicino; vide l'Oceano durante un soggiorno in Bretagna e ne fu profondamente colpito (racconta in quell'occasione del tentativo di «tradurre in musica il suono del mare»); Pourville, invece, nella Francia settentrionale, fu un luogo denso di significato per Debussy, un rifugio quando sentiva il desiderio e il bisogno di allontanarsi dalla vita frenetica e mondana di Parigi.
Nella Parigi dei primi anni del Novecento, il contesto storico-culturale in cui nasce l'opera, ciò che premeva agli artisti non era l'imitazione della realtà, la descrizione realistica e aderente al vero della natura, quanto piuttosto comunicare l'impressione che l'artista ha della realtà, la percezione che ne scaturisce. Quindi la natura diventa una risorsa fondamentale che ispira la concezione che Debussy ha della musica: «un'arte libera, zampillante, un'arte di d'aria aperta, un'arte a misura degli elementi, del vento, del cielo, del mare». 
Un amico di Debussy, Robert Godet, notò alcune somiglianze tra la concezione estetica del compositore e quella del poeta Verlaine; in particolare, individuò in entrambi gli artisti una forte predilezione per l'elemento acquatico, presente nelle opere di entrambi.
Anche lo studioso Vladimir Janckélévitch individua la caratteristica della liquidità come peculiare nelle opere di Debussy. 
Michel Imberty riconosce che «L'acqua di Debussy diventa l'autentica dinamica della sua opera. L'acqua possiede un'evidenza materiale sonora che fa in lui un archetipo fondamentale dal quale procedono tutti i mutamenti, i cambiamenti e le forme».
Jacques Viret, riconoscendo l'importanza dell'acqua nella poetica debussiana, la connota come «un'estetica del sottile, del leggero, dell'impalpabile, del flessibile, del mobile».
L'importanza del ruolo che l'acqua ha avuto nella creazione artistica del compositore è confermata dagli studiosi, dai critici, dalle corrispondenze personali e dalle opere stesse, che sono estrinsecazione di questa caratteristica, il senso di liquidità, ottenuto con specifici procedimenti tecnico-musicali.

## Analisi di La Mer

### La struttura
Come osserva Jean Barraqué, «Debussy creò un nuovo concetto formale, che si potrebbe definire come forma aperta»."L'opera" ,continua lo studioso," si muove in un certo senso da sola, senza il sostegno di alcun modello prestabilito" . È evidente l'intenzione del compositore di opporre un netto rifiuto nei confronti di qualsiasi schema precedente o tradizionale. Inoltre lo sviluppo e l'esposizione, sezioni canoniche di un movimento musicale e tradizionalmente distinte, in quest'opera convivono, si confondono, non sono nettamente separate: si ha la sensazione di un continuo flusso di musica, indistinto, costante, articolato in un discorso indipendente da qualsiasi limite o imposizione formale. 
La struttura, di conseguenza, si presenta come estremamente eterogenea, non analizzabile con un approccio tradizionale.
Nonostante la struttura di La Mer appaia asistematica e indefinita, priva di stabilità, in un certo senso liquida e mutevole, in realtà, se si analizza con più attenzione l'opera, si scorge chiaramente un progetto studiato e definito, basato su una "geometria aperta", come la definisce lo studioso Andrea Malvano. 
Coerentemente ai principi base della musica assoluta, Debussy attua un processo di desemantizzazione, mutuato dal simbolismo letterario: consiste nell'eliminare l'elemento extra-musicale dalla sua musica; per esempio Debussy non riflette i contesti naturali evocati dai titoli (cioè il passaggio dall'alba al mezzogiorno sul mare, i giochi delle onde e la dialettica tra il vento e il mare). 

### Primo movimento: De l'aube à midi sur la mer
L'esordio di questo movimento sembra rispecchiare nelle forme ritmico-musicali quanto è stato tratteggiato dal titolo del brano: il momento dell'alba è connotato con timbri scuri, situati nel registro grave e durante il proseguimento del percorso musicale si ha l'impressione di un'ascesa verso il mezzogiorno, connotato, al contrario dell'alba, da timbri leggeri, rapidi, brillanti.
La dimensione temporale è di essenziale importanza ai fini dell'analisi: il titolo di questo brano presuppone l'itinerario del sole dall'alba verso il mezzogiorno; questo implicherebbe quindi il concetto di tempo lineare, naturale, composto da una sequenza di momenti che si susseguono fino al mezzogiorno, il punto di arrivo. 
Invece, l'itinerario musicale si discosta nettamente dal titolo e va in direzione opposta: il tessuto appare discontinuo ed estremamente frammentario; non tratteggia affatto un processo lineare. Pierre Boulez commentò con estrema acutezza che «con lui il tempo musicale cambia spesso di significato».
La non-linearità si realizza quando il discorso musicale ritorna nuovamente a presentare episodi già esposti: ovviamente non è una semplice ripetizione di quando detto, ma vi è una rielaborazione che talvolta rende irriconoscibile il tema già ascoltato. 
Le dimensioni temporali di presente, passato e futuro non sono separate nettamente, non sono percepibili: il momento dell'alba e quello del mezzogiorno non sono distinti, ma vengono presentati come un unico e continuo episodio musicale. Per questo possiamo affermare che il discorso musicale è in antitesi con quanto tratteggiato dal titolo, che implica un processo naturale attraverso un tempo lineare: Debussy delude le aspettative che il suo titolo crea nella mente del pubblico e in maniera complessa adotta la concezione di tempo non-lineare. 

### Secondo movimento: Jeux de vagues
Il tema indicato dal titolo ha avuto estrema fortuna nella cultura musicale di fine Ottocento.
L'idea stessa dell'onda si ricollega ad un'entità estremamente multiforme, eclettica, mutevole, frammentaria. 
Questo secondo movimento esordisce con una grande vivacità timbrica: tutto prende forma in maniera frammentaria e imprevedibile, si ha una forte impressione di caos e disordine. 
Il mare e il suo essere vulnerabile, mutevole, si riflette e viene espresso con un organico che cambia spesso forma, che mostra diverse sfaccettature: la melodia avanza fluidamente, indistintamente, non lascia, apparentemente, il tempo all'ascoltatore per far sì che il materiale si sedimenti nella sua memoria.
Il brano, dopo l'agitazione timbrica e ritmica iniziale, gradualmente tende verso la calma, verso l'immobilità e spegne l'agitazione diminuendo il volume del suono: si ha quindi una sorta di iter musicale da una situazione di estremo disordine ad un raggiungimento dell'ordine nella sezione finale. 

### Terzo movimento: Dialogue du vent et de la mer
In quest'ultimo movimento domina un forte rapporto conflittuale tra episodi caotici e altri maggiormente armoniosi: le caratteristiche dominanti sono instabilità e irrequietezza.
L'aspetto timbrico del brano connota vividamente una situazione climatica cangiante, mutevole, instabile. 
Emerge chiaramente all'ascolto un forte senso di caos; successivamente, si ha un richiamo al tema ciclico del primo movimento che porta con sé un primo livello di ordine. 
Il ‘dialogo’ è caratterizzato da forti opposizioni, da una conflittualità profonda. Non vi è un tentativo da parte di Debussy di conciliare, mediare tra ordine e disordine: ogni nozione viene mantenuta integra, non viene influenzata, si ha una semplice coesistenza e giustapposizione.
Lo spunto descrittivo offerto dal titolo viene gradualmente abbandonato per muoversi in direzione formale, astratta: il discorso musicale prosegue sviluppando unicamente l'idea di tensione e distensione, secondo i principi della musica assoluta.

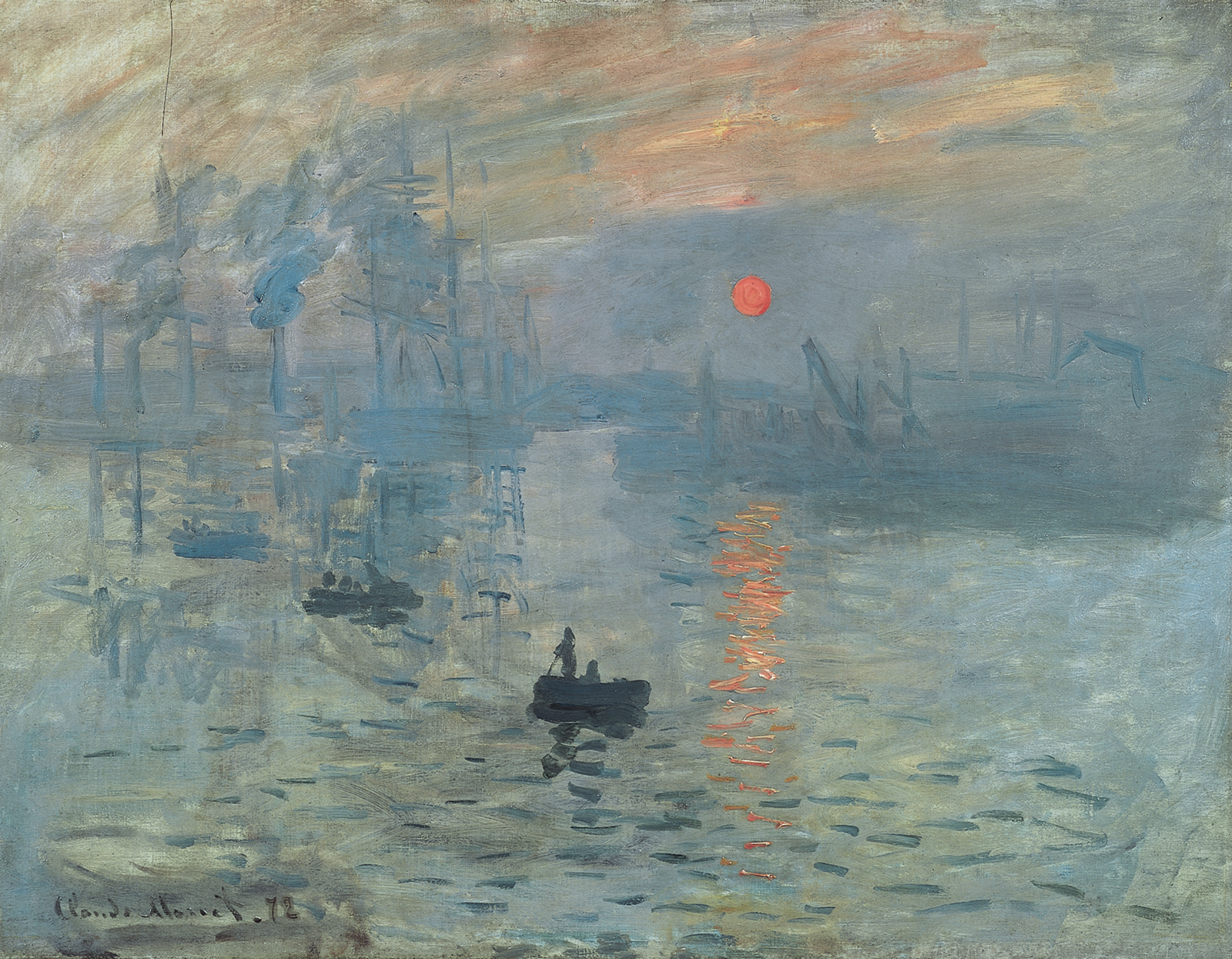
Claude Monet, Impression, soleil levant, 1872

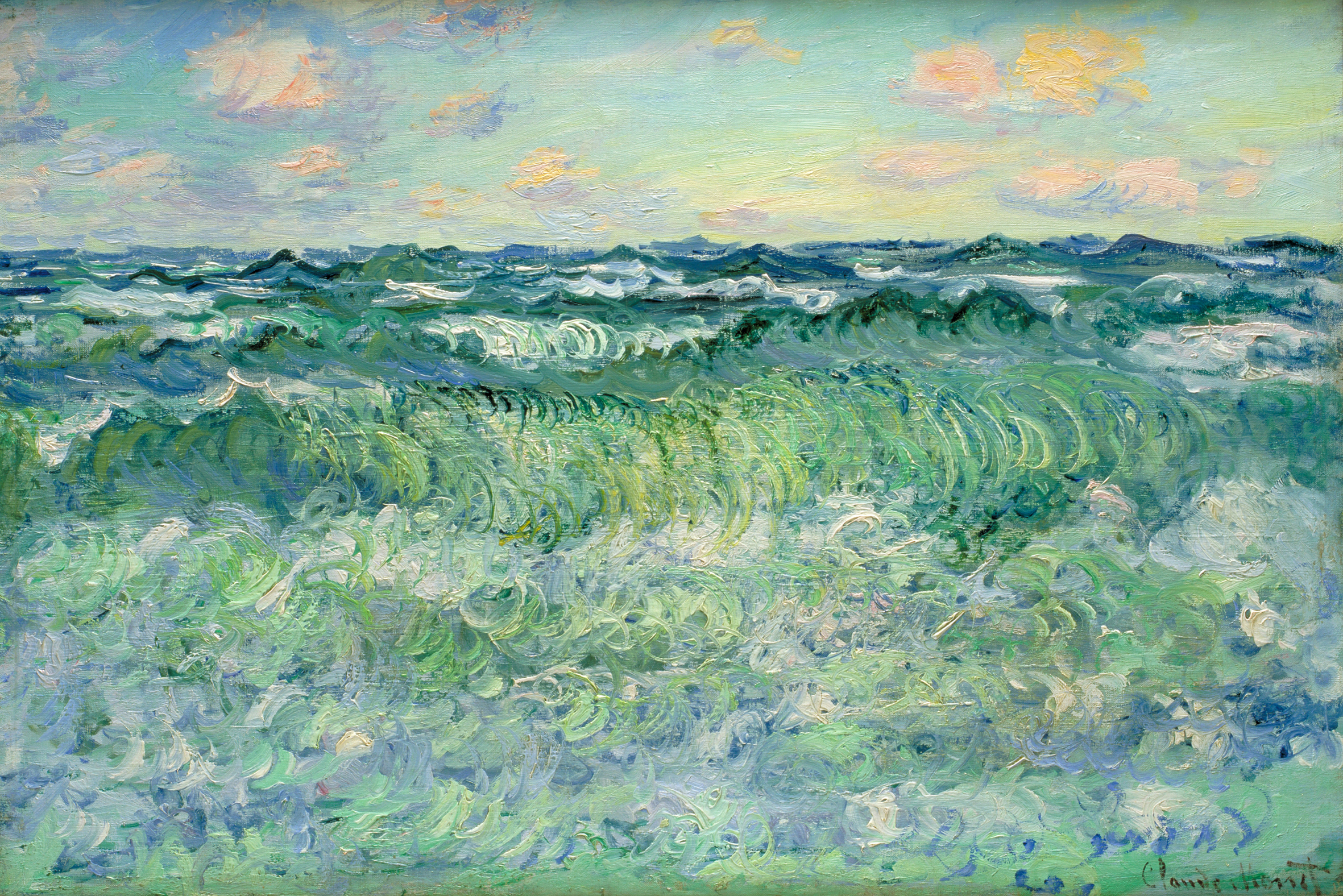
Claude Monet, Marine, Pourville, 1881

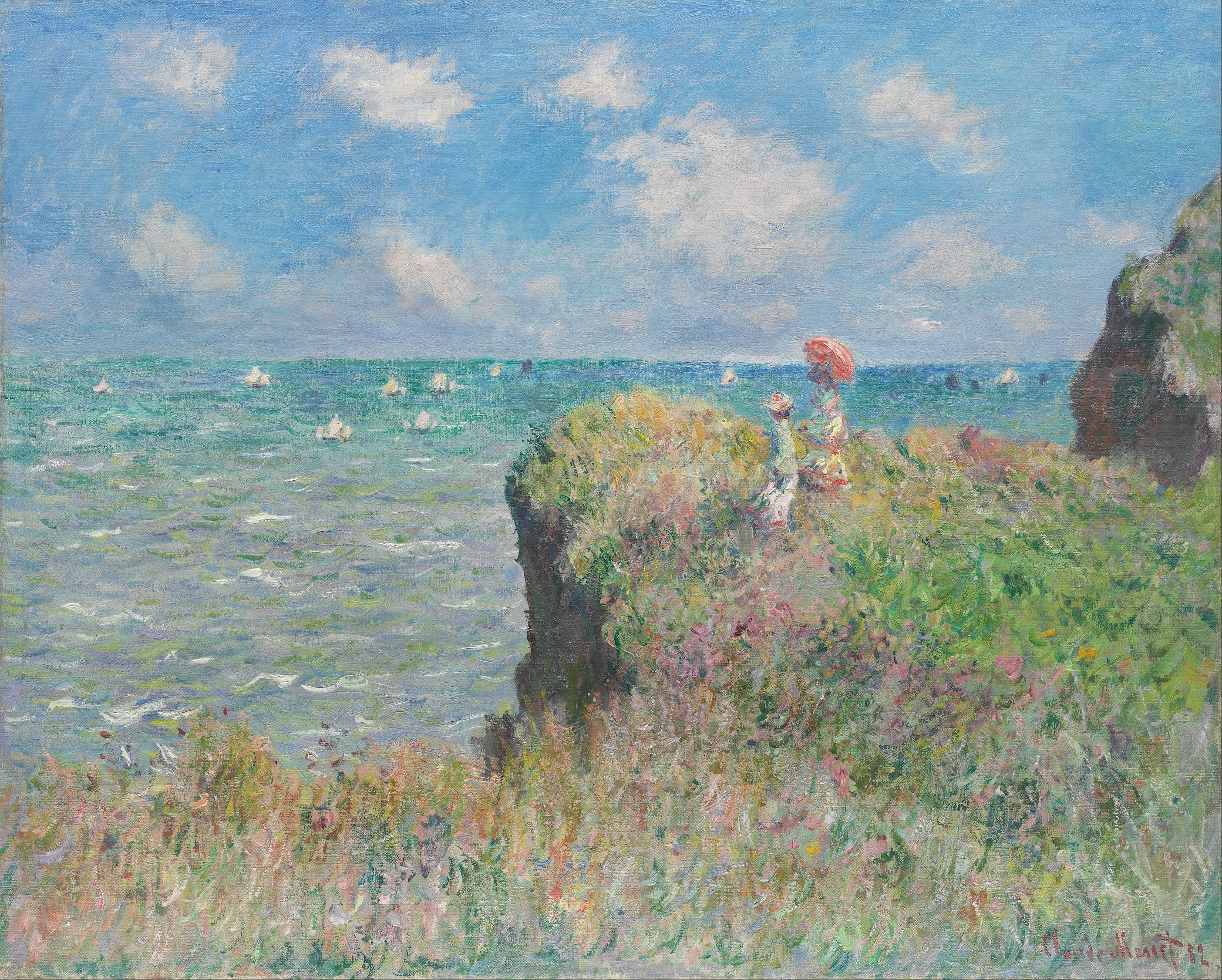
Claude Monet, La promenade sur la falaise, 1882

## Parallelismo tra La Mer e tre quadri di Monet
Il tema dell'acqua è caro a Debussy quanto ai pittori impressionisti: l'acqua è mobile e riflettente, i diversi colori si confondono, si mescolano tra di loro; le immagini che si creano sono ambigue e mutevoli.
Proprio nell'acqua Claude Monet individua il suo filtro per rappresentare la realtà: è nel suo riflesso che tutti gli elementi paesaggistici - cielo, case, alberi, imbarcazioni, uomini - perdono la loro nitidezza e possono essere dipinti con confini sfumati.
Uno dei maggiori studiosi di Debussy, Jankélévitch, pone a confronto il compositore proprio con Monet. Egli infatti afferma: «Claude Debussy è il musicista delle acque dormienti e stagnanti così come Claude Monet ne è il pittore; al pari dell'autore delle Ninfee, egli sorveglia i marezzi, le calme opalescenze e iridescenze che tremolano sulla superficie a specchio dei vivai».
È possibile quindi creare un parallelismo tra la concezione dell'acqua in Debussy e in Monet attraverso l'opera La Mer articolata in tre diversi movimenti o schizzi, e tre diverse opere del pittore francese:
- C. Monet, Impression, soleil levant, 1872
- C. Monet, Marine, Pourville, 1881
- C. Monet, La promenade sur la falaise, 1882

In entrambi gli artisti notiamo con ricorrenza il tema del movimento agitato delle onde, della profondità e dinamicità del mare.
In ambiti artistici profondamente diversi, Debussy e Monet si pongono gli stessi obiettivi da raggiungere con tecniche in un certo senso affini: l'indefinitezza, il vago, le sfumature, la riproduzione dell'attimo che fugge ed è mutevole, la giustapposizione di colori e figure musicali, la frammentarietà del tessuto pittorico e di quello musicale, la riproduzione sulla tela e nella partitura non della realtà ma della sensazione che l'artista ha della realtà.
Nel 1902 anche il critico d'arte Camille Mauclair notò la somiglianza artistica tra Debussy e Monet. Nelle pagine della “Revue Bleue” scrisse che  «i mirabili paesaggi di Claude Monet non sono altro che sinfonie di ombre luminose, mentre la musica di Debussy, fondata non sul concatenamento dei motivi, ma sull'energia che scaturisce dal puro accostamento dei suoni, si avvicina singolarmente a quei quadri: si tratta di un impressionismo di macchie sonore».

## Reazioni e giudizi critici

### Una fruizione complessa
Come già accennato, la volontà del compositore è lasciare un ampio margine di libertà interpretativa al fruitore. 
La Mer, infatti, si presenta come un'opera priva di intenti programmatici e di risorse letterarie esplicitamente indicate: discostandosi dalla normale fruizione, quella a cui il pubblico di quel tempo era abituato, Debussy inaugura un nuovo modo di percepire la musica. Fu questa una delle motivazioni per cui i giudizi critici e le reazioni furono varie e talvolta contraddittorie e per cui il pubblico trovò complessa e difficile la fruizione di questa musica 'astratta', anche in rapporto ai titoli che invece connotano un preciso contesto descrittivo-naturale.
Vi è tra l'autore e il percettore una distanza che ostacola la comprensione del messaggio che Debussy intendeva esprimere con quest'opera. 
Dalle reazioni negative e diffidenti si può evincere chiaramente la complessità di una nuova poetica, che si fonda sul lasciare libero il fruitore senza guidare le sue impressioni, ma incitandolo a ricostruire attivamente. 

### Giudizi critici
I primi critici accolsero tiepidamente e più spesso negativamente l'opera. La concezione estetica di Debussy infatti tende verso una direzione diversa da quella tradizionale, creando un netto divario tra aspettative del pubblico ed esecuzione dell'opera stessa. 
Pierre Lalo, sostenitore e ammiratore di Debussy, ascoltando i brani, affermava di sentirsi non di fronte alla natura, ma piuttosto davanti alla sua rappresentazione e riproduzione: percepiva chiaramente l'artificiosità del processo musicale.
Di un altro parere, ma non positivo, è Jules Jemain: afferma che Debussy «ha fatto dialogare il vento e il mare solo in una lingua incomprensibile». 
Paul Dukas, invece, pone l'accento sulla difficoltà di percepire nella musica corrispondenze con gli elementi extra-musicali suggeriti dai titoli.
Si discosta nettamente l'opinione di Guillaume Allix, che da un lato concorda con i giudizi precedenti, riconoscendo al poema una mancanza di rappresentatività, ma dall'altro considera questa caratteristica come una qualità che connota l'opera come espressione di musica pura.
Con La Mer Debussy continua il suo nuovo percorso estetico, radicalmente innovativo:  pochi riescono a percepirlo e a comprendere la nuova strada aperta da Debussy. 
Altri critici, invece, esprimono la sensazione di uno stimolo alla fruizione attiva e individuale: Debussy vuole che l'ascoltatore, usando l'immaginazione e il ricordo, ricomponga i frammenti presentati in modo apparentemente asistematico, al fine di giovarsi di una propria ricostruzione che necessita di una percezione attiva; non vi è alcuna guida in tal senso all'immaginazione, alcun limite interpretativo.

## Influenze esercitate da La Mer e riprese in ambito extra-musicale
La partitura orchestrale di La Mer fu primariamente soggetto di trascrizioni per pianoforte. Lo stesso Debussy completò, poco dopo aver ultimato la partitura orchestrale, una trascrizione per pianoforte a quattro mani: la fruizione domestica nei salotti parigini di brani sinfonici e orchestrali era estremamente richiesta. 
Nel 1909, André Caplet trascrisse La Mer per due pianoforti distinti; non eseguì la composizione da solo, ma fu aiutato e controllato dallo stesso Debussy. Rispetto alla trascrizione a quattro mani di Debussy, quella di Caplet risulta più densa per la scelta dei due pianoforti: in qualche modo tenta di riflettere l'eterogeneità orchestrale dell'organico di La Mer. 
Spostando l'attenzione verso l'ambito letterario, un chiaro riferimento all'opera di Debussy si ha in Alla ricerca del tempo perduto di Proust: la riflessione sulla musica nel romanzo è ricorrente e approfondita. Tra tutti i personaggi collegati alla musica, spicca indubbiamente la figura di un musicista, Vinteuil, su cui la critica ha tentato le più disparate ipotesi e confronti per capire a quale compositore o musicista Proust si riferisse. La descrizione all'interno del romanzo del Settimino di Vinteuil ha fatto ricondurre quest'opera descritta a La Mer: il soggetto dell'opera di Vinteuil è un'aurora mattutina e il paragone con il primo movimento de La Mer, De l'aube à midi sur la mer, è immediato.
Antonio Zambelli, sulla musica di La Mer, ha costruito un racconto dal titolo "Il regalo di Laura". Il racconto, entrato fra i finalisti del concorso letterario nazionale "Premio Bukowski 2016" è stato inserito nell'antologia "Bukowski. Inediti di ordinaria follia. Vol.3", edita nel giugno 2016 dalla casa editrice Giovane Holden di Viareggio.
Per quanto concerne il mondo cinematografico, La Mer non compare in alcuna pellicola famosa: la motivazione è stata individuata dallo studioso Andrea Malvano nel carattere intrinseco dell'opera, frammentario, instabile, non adatto a fare da sfondo ad una scena. Sarà però il concetto di liquidità della musica che compare in La Mer a influenzare e fornire risorse creative per i compositori che si accingeranno a comporre una colonna sonora legata al tema dell'acqua e del mare: quindi, indirettamente, l'opera diventa una sorta di modello nelle colonne sonore 'acquatiche'. 
La musica a soggetto marino del Novecento reca chiari riferimenti e debiti verso La Mer: diventa un modello indiscusso, una fonte essenziale, una risorsa anche per riprese esplicite. Alcune opere e compositori che hanno attinto a La Mer sono:
- The Sea di Frank Bridge (1911)
- Sea Symphony di Ralph Vaughan Williams (1910)
- Four Sea Interludes (1945) estratti dal Peter Grimes di Benjamin Britten
- Olivier Messiaen
- Pierre Boulez
- Luciano Berio
- Quotation of a Dream di Tōru Takemitsu (1991).

## Discografia
Ogni direttore ha accentuato un aspetto di La Mer durante la propria esecuzione ed incisione, interpretando l'opera in modo originale:
- Piero Coppola registrò l'opera a Parigi con l'Orchestre de la Société des Concerts du Conservatoire nel 1932
- Toscanini durante un'esecuzione a Londra con la Bbc Symphony Orchestra nel 1935
- Ernest Ansermet e l'Orchestre de la Suisse Romande
- Charles Münch e la Boston Symphony Orchestra
- Igor Markevitch e l'Orchestre Lamoureux nel 1959
- Herbert Von Karajan e i Berliner Philharmoniker nel 1965
- Michael Tilson Thomas e la Philharmonia Orchestra
- Pierre Boulez e l'Orchestra di Cleveland nel 1995
- Michel Tabachnik e la Brussels Philharmonic nel 2011

### Altri riferimenti
- Debussy e la seduzione dell'acqua: Suggestioni e metafore della liquidità nella musica a cura di Francesco Spampinato Archiviato il 9 agosto 2016 in Internet Archive.